# Lesbiana hasta la graduación
En la jerga LGBT los términos lesbiana hasta la graduación ("lug" - lesbian until graduation), gay hasta la graduación, y bisexual hasta la graduación, se utilizan para describir a las mujeres, principalmente en edad de escuela secundaria o universidad, que se supone que están experimentando o adoptando un identidad temporal lesbiana o bisexual. El término sugiere que la mujer a la que se le aplica adoptará en última instancia una identidad estrictamente heterosexual.

## Uso
En un artículo de 1999 en el Seattle Weekly, A. Davis relató su experimentación con relaciones entre personas del mismo sexo y, como resultado, experimentó la hostilidad de sus amigas lesbianas que la presionaron para identificarse como bisexual, incluida una amiga que la instó a hacerlo como una declaración política, a pesar del hecho de que Davis se identificase como una heterosexual que simplemente experimentó con mujeres durante un breve período. Davis afirmó que las mujeres que experimentaron relaciones con personas del mismo sexo están más en sintonía con los problemas LGBT y más propensas a oponerse a la discriminación. También afirmó que si esta misma actitud (de no forzar a una identificación como homosexual o bisexual a quienes experimentan sexualmente) se aplicara a los hombres heterosexuales que experimentaron con la homosexualidad, esto promovería una mayor aceptación hacia la comunidad LGBT.